# 동네방송 최재혁의 6시
《동네방송 최재혁의 6시》는 매일 저녁 6시부터 저녁 8시까지 JIBS New Power FM에서 제주도 전지역에서 방송되는 퇴근길 라디오 시사 교양 및 예능 프로그램이다. 특이사항으로 보이는 라디오를 월요일부터 금요일까지 JIBS DMB를 통해서 실시하고 있다. 2025년 3월 16일 자로 8년만에 폐지되었다.

## 코너 소개
- 월 : 현성우의 문자와 쏭!! 즐거운 음악퀴즈!!
- 화 ~ 목 : 동네퀴즈 - 문자메시지와 신청곡
- 금 : 불타는 금요일 동네클럽 오픈!!^^
- 토 : 노래, 달다![1]
- 일 : 일요일 사연예약 서비스

## 같이 보기
- 박소현의 러브게임